# Tyv for en Nat
Tyv for en Nat er en amerikansk stumfilm fra 1918 af Ernest C. Warde.

## Medvirkende
- J. Warren Kerrigan som Kirk Marden
- Lois Wilson som Janet Leslie
- William Elmer som William Neal
- Herbert Prior som Wilbur Clayton
- Robert Brower som Daniel Marden